# Реквием по мечте
«Ре́квием по мечте́» (англ. Requiem for a Dream) — американский драматический фильм режиссёра и сценариста Даррена Аронофски по одноимённому роману Хьюберта Селби-младшего. Главные роли исполнили Эллен Бёрстин, Джаред Лето, Дженнифер Коннелли и Марлон Уайанс. В 2001 году фильм был номинирован на премии «Оскар» и «Золотой глобус» в категории «Лучшая женская роль» (Эллен Бёрстин).

## Сюжет
Главные герои: мать — Сара (Эллен Бёрстин) и сын — Гарольд Голдфарб (Джаред Лето); подруга Гарольда — Мэрион Силвер (Дженнифер Коннелли) и друг Гарольда — Тайрон Лав (Марлон Уайанс).
Действие в фильме, как и в романе, разворачивается на протяжении трёх времён года — летом, осенью и зимой.

### Лето
Сара — пожилая вдова, живущая в одиночестве в квартире на Брайтон-Бич (Бруклин). Она проводит много времени перед телевизором. Особенно ей нравится рекламное шоу, посвящённое «победам» людей над своим аппетитом (диета, отказ от мяса, сахара). Сама Сара потребляет много шоколада и другой калорийной пищи.
Гарри, её сын, иногда появляется в её доме, чтобы унести и продать старьёвщику телевизор, а на вырученные деньги купить наркотики. Всякий раз Сара выкупает телевизор обратно.
Когда ей позвонили с телестудии «Малин и Блок» и пригласили принять участие в одном из её любимых шоу, её жизнь неожиданно обрела новый смысл; Сарой овладевает желание выступить на телешоу как можно более эффектно; она красит волосы и пытается надеть своё любимое красное платье, но обнаруживает, что стала для него слишком полной.
Сара пытается сесть на диету, но безуспешно; тогда она обращается к подруге, которая рекомендует ей врача. От последнего она получает рецепт на таблетки, содержащие амфетамины. Гарольд, однажды навестив мать, замечает, что эти таблетки оказывают сильное воздействие на её поведение, и просит Сару прекратить принимать их. Сара рассказывает сыну, как одинока она была все годы после смерти мужа; сброшенный вес и шанс попасть на телевидение делают её более значимой в глазах подруг.
Потрясённый Гарольд, испытывая стыд, обещает матери навещать её чаще и познакомить её со своей девушкой Мэрион. По дороге домой Гарольд рыдает от жалости к матери и стыда, но успокаивается после приёма дозы.
Тем временем, Гарольд и Тайрон начинают зарабатывать деньги как наркоторговцы. Они покупают чистую дозу, разводят её вдвое и перепродают по прежней цене. Друзьям сопутствует успех, они легко зарабатывают немалые деньги. Гарольд и Мэрион начинают строить планы: они мечтают открыть модный магазин, поскольку Мэрион чувствует в себе призвание модельера. Для Тайрона его финансовый успех — возможность жить в покое и счастье, убежав от жестокостей уличной жизни.

### Осень
С приходом осени у Сары усиливается зависимость от таблеток, дозы постоянно увеличиваются. У неё начинаются галлюцинации, о которых она рассказывает доктору; тот выписывает ей новый рецепт, рекомендуя принимать дозы по нему в течение недели.
Галлюцинации становятся всё более сильными и агрессивными, и Сара постепенно теряет связь с реальностью. Всё это время она ждёт письма из телепрограммы, на которую её пригласили, но его нет.
Тем временем и у друзей возникают проблемы: в городе начинается война мафии, и наркотики исчезают. Тайрона арестовывают, Броди — его друг и основной поставщик наркотиков — убиты. Гарольд и Мэрион тратят деньги, которые долго копили, на залог за Тайрона, чтобы вызволить его из тюрьмы.
В течение следующих нескольких месяцев добывать дозу становится всё сложнее. Парочке остаётся только покупать каждый день дозу, которой едва хватает при их постоянно растущей зависимости. Деньги быстро кончаются, на первый план выходит желание новой дозы. Мэрион занимается сексом с противным ей человеком, чтобы добыть денег на наркотики, но Гарольд уже не замечает этого. Гарольд и Мэрион начинают ссориться и обвинять друг друга. Их отношения становятся всё хуже.
Наркотики продаются одним из немногих дилеров, у которых ещё остался высококачественный «товар», только под Рождество — как подарок. На встрече с одним из таких наркоторговцев, на складе продуктового магазина, Гарольд и Тайрон пытаются отстоять в очереди и купить наркотик, но из-за агрессивного поведения толпы сделка срывается.
Мэрион тем временем в приступе «ломки» уничтожает свои чертежи и домашние вещи. Гарольд возвращается без дозы и ссорится с Мэрион. В раздражении, он оставляет ей телефон «Малыша Джона», который предлагает дозу в обмен на сексуальные услуги.
В это время Сара принимает самую большую, за весь курс лечения, дозу таблеток, и у неё начинаются ужасные галлюцинации.
Во время галлюцинаций студия её любимого телешоу перемещается в её квартиру, а зрители, ведущий и даже она сама — красивая, любимая публикой и знаменитая, смеются над ней и её образом жизни. Буйный холодильник набрасывается на неё.
В ужасе от этих видений Сара убегает из квартиры и направляется на студию, чтобы узнать, когда же её пригласят на передачу.

### Зима
Подавленные последней неудачей, Гарольд и Тайрон пытаются разорвать «замкнутый круг», отправившись во Флориду, где, по их мнению, наркотики гораздо более доступны. На привале Гарольд замечает, что вена, в которую он вводил наркотики, поражена инфекцией, но всё равно делает укол в гниющую плоть; ему становится ещё хуже, а заражение распространяется всё дальше.
Тайрон доставляет друга в больницу. Увидев Гарольда, врач сразу понимает, что он наркоман, и сообщает о друзьях в полицию. Обоих арестовывают и отправляют в тюрьму.
Тем временем Мэрион, по совету Гарольда, приходит к сутенёру — «Малышу Джону». После секса «Малыш Джон» сообщает Мэрион об устраиваемой им оргии, за участие в которой она может получить ещё бо́льшую дозу. Поначалу Мэрион отказывается, но доза заканчивается, и она соглашается.
Сару, после драматического инцидента в телестудии, отправляют в психиатрическую лечебницу; там её связывают, вводят лекарства, насильно кормят.
Гарольд в тюрьме использует свой единственный звонок, чтобы связаться с Мэрион. Он говорит ей, что скоро приедет, она — что будет его ждать.
После того, как воспаление Гарольда переходит в гангрену из-за отсутствия должного лечения, ему ампутируют руку. Организм Сары после употребления амфетаминов вырабатывает иммунитет к лекарствам, из-за чего она получает лечение электрошоком, согласие на которое подписывает в полубессознательном состоянии. Тайрон остаётся в тюрьме, где терпит «ломку» и подвергается издевательствам со стороны работников тюрьмы. Мэрион приходит на оргию «Малыша Джона» и, развлекая гостей, занимается анальным сексом с женщиной, чтобы получить дозу.
Фильм заканчивается последним взглядом на судьбы главных героев. Эта сцена сопровождается угнетающей музыкальной композицией «Lux Aeterna» в исполнении коллектива Кронос-квартет. Гарольд, придя в себя в больнице, зовёт Мэрион. Медсестра предлагает послать за ней, но он ей отвечает, что Мэрион не придёт. Сара, превращённая в измождённую, безжизненную оболочку, находится в клинике для душевнобольных. Тайрон, мучаясь от боли, переживает свою первую ночь в тюрьме и вспоминает свою давно потерянную мать. Мэрион после оргии лежит дома на диване, сжимая в руке пакет с наркотиком, посреди своих, порванных ею же, эскизов.
Все герои лежат в одинаковой позе человеческого зародыша.
Последние кадры показывают Сару и безумные образы, порождаемые её мозгом после длительного употребления амфетамина: она видит себя нарядной и красивой на долгожданном шоу. Сара выиграла главный приз; её сын, Гарольд, — добившийся успеха молодой человек, собирающийся жениться. Мать и сын обнимаются и говорят, что они любят друг друга, под одобряющие крики толпы и мерцание огней сцены.
Счастливая сцена символично перечёркнута крест-накрест лучами света.

## В ролях
| Актёр                | Роль                     |
| -------------------- | ------------------------ |
| Эллен Бёрстин        | Сара Голдфарб            |
| Джаред Лето          | Гарольд (Гарри) Голдфарб |
| Дженнифер Коннелли   | Мэрион Силвер            |
| Марлон Уайанс        | Тайрон Лав               |
| Кристофер Макдональд | ведущий Тэппи Тиббонс    |
| Луиза Лассер         | Ада                      |
| Марк Марголис        | мистер Рабинович         |
| Дилан Бейкер         | доктор                   |
| Бен Шенкман          | Спенсер                  |
| Кит Дэвид            | Большой Тим, сутенёр     |
| Дениз Дауз           | мать Тайрона             |

## Саундтрек
Композитором саундтрека является Клинт Мэнселл, записавший его со струнным ансамблем Кронос-квартет. Аранжировка для струнного квартета была написана композитором Дэвидом Лэнгом, обладателем Пулитцеровской премии. Саундтрек был тепло воспринят и впоследствии использовался в разной форме в трейлерах для других фильмов и сериалов.